# Legio V Macedonica

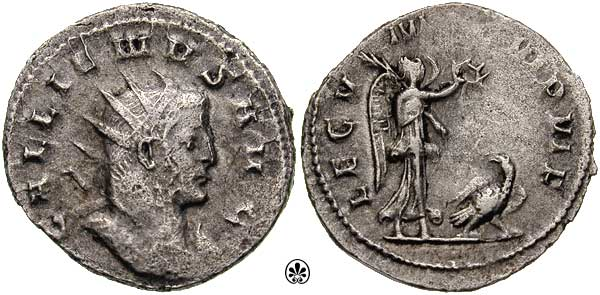
Esta moneda fue acuñada por el emperador romano Galieno pata conmemorar a la V Macedonica, cuyo símbolo, el águila, está coronada por laurel por la Victoria. La leyenda en el reverso dice LEG V MAC VI P VI F, lo que significa "Legio V Macedonica VI veces fiel y VI veces leal"

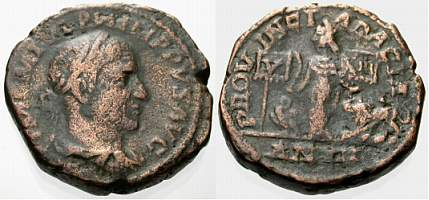
Sestercio acuñado en 248 por Filipo el Árabe para celebrar a la provincia de Dacia y sus legiones, la V Macedonica y la Legio XIII Gemina. Nótese el águila y el león, símbolos de la V y de la XIII, en el reverso.

La Legio V Macedonica (Quinta legión «macedónica») fue una legión romana. Probablemente tenga su origen en la leva del cónsul Cayo Vibio Pansa y Augusto en el año 43 a. C., y estaba estacionada en Mesia al menos hasta el siglo V. Su símbolo era el toro, pero el águila también se usó. El cognomen Macedonica viene del hecho de que la legión estuvo acuartelada en Macedonia durante un período significativo de su existencia.

## Historia

### SigloIa.C.: creación y despliegue en Macedonia
La legión Quinta era una de las veintiocho legiones originales creadas por César Augusto. Hubo otras dos legiones "Quintas" documentadas, la V Gallica y la V Urbana. Es posible que ambas fueran nombres tempranos para la V Macedonica. La legión probablemente participó en la batalla de Accio (31 a. C.). Más tarde se trasladó a Macedonia, donde permaneció desde el año 30 a. C. al 6 d. C., ganando su cognomen, antes de trasladarse a Oesco (Mesia).

### SigloI: la Gran Revuelta Judía
En 62, algunas vexillationes de la Quinta lucharon bajo Lucio Cesenio Peto en Armenia contra el Imperio Parto. Después de la derrota en la batalla de Rhandeia, toda la V Macedonica, junto con la III Gallica, VI Ferrata y X Fretensis bajo el mando de Gneo Domicio Corbulón, fue enviada al Este a luchar en la guerra victoriosa contra los partos.
La Quinta estaba probablemente todavía en Oriente cuando se produjo la gran revuelta judía en la provincia de Judea que empezó el año 66. Nerón dio la V Macedonica, la X Fretensis y la XV Apollinaris a Tito Flavio Vespasiano para controlar la revuelta. En 67, en Galilea, la ciudad de Séforis se rindió pacíficamente al ejército romano, y más tarde la V Macedonica conquistó el monte Gerizim, el santuario principal de los samaritanos. En el año de los cuatro emperadores, 68, la legión permaneció inactivo en Emaús, donde quedan varias lápidas de soldados de la V Macedonica. Después de la proclamación de Vespasiano como emperador y el final de la guerra bajo su hijo Tito, la V Macedonica dejó Judea y regresó a Oesco (71). En 96, el posterior emperador Adriano sirvió en la legión como tribunus militum.

### SigloII: En Dacia, protegiendo la frontera del Danubio

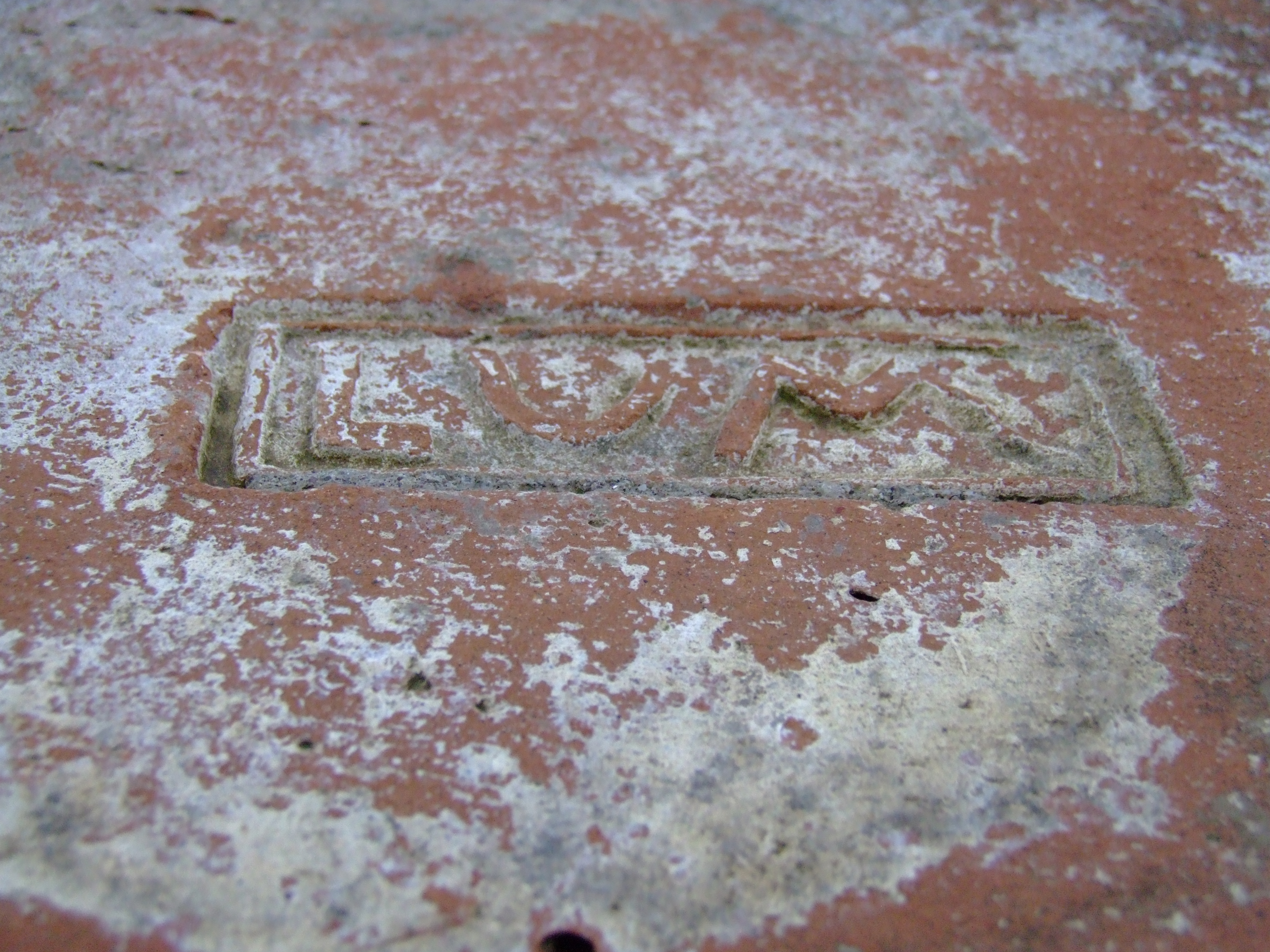
Ladrillo marcado con LVM en Potaissa.

En 101, la legión se trasladó a Dacia, para luchar en la campaña de Trajano contra las poblaciones locales. Después de que la guerra acabara en 106, la legión permaneció en Troesmis (moderna Iglita), cerca del delta del Danubio desde 107.
Cuando el emperador Lucio Vero comenzó su campaña contra los partos (161–166), la legión se trasladó a Oriente, pero más tarde regresó a Dacia Porolissensis, con un campamento base en Potaissa.
La frontera septentrional era un límite problemático del Imperio; cuando el emperador Marco Aurelio tuvo que luchar contra los marcomanos, los sármatas y los cuados, la V Macedonica se vio involucrada en estas luchas.
A comienzos del reinado de Cómodo, la V Macedonica y la XIII Gemina derrotaron de nuevo a los sármatas, bajo los posteriores usurpadores Pescenio Níger y Clodio Albino. La Quinta más adelante apoyó a Septimio Severo, en su lucha por la púrpura.
En 185 o 187, la legión fue recompensada con el título de Pia Constans ("Fiel y de confianza") o Pia Fidelis ("Fiel y leal"), después de derrotar a un ejército mercenario en Dacia.

### Siglos posteriores: honores y evolución
Mientras permanecía en Potaissa durante la mayor parte del siglo III, la V Macedonica luchó varias veces, obteniendo honores. Valeriano dio a la Quinta el nombre de III Pia III Fidelis; su hijo, Galieno dio a la legión el título de VII Pia VII Fidelis, con los títulos cuarto, quinto y sexto concedidos probablemente cuando la legión se usó como una unidad de caballería móvil contra los usurpadores Ingenuo y Regaliano (260, Mesia). Una vexillatio combatió contra Victorino (Galia, 269–271).
La legión regresó a Oesco en 274, después de que Aureliano se retirase de Dacia. Guardaba la provincia en los siglos posteriores, convirtiéndose en una unidad comitatensis bajo el Magister Militum per Orientis. Probablemente se convirtió en parte del ejército bizantino.
La unidad de caballería creada por Galieno fue definitivamente separada por Diocleciano, y se convirtió en parte de sus comitatus. Esta unidad fue enviada a Mesopotamia, donde luchó con éxito contra el Imperio sasánida en 296, y luego a Menfis, donde permaneció hasta pasar a formar parte del ejército bizantino.
La Legio V Macedonica se menciona nuevamente en la Notitia Dignitatum, estacionada en Dacia Ripensis, con destacamentos en el Ejército de Campaña Oriental y en Egipto.
La Legio V Macedonica se menciona nuevamente tanto en Antaeápolis como en Heliópolis en inscripciones, que parecen haber sido destacamentos de las unidades en Menfis. La última inscripción proporciona la fecha de 635 o 636, lo que indica que al menos parte de la legión estaba en Egipto hasta poco antes de que comenzara la conquista de Egipto por los árabes en 637. Esto convertiría a la Legio V Macedonica en la legión romana más longeva conocida por historia, que abarca 680 años desde el 43 a. C. hasta el 637 d. C.; toda la historia del Imperio Romano en la Era Clásica.